# Fuchsbergweg

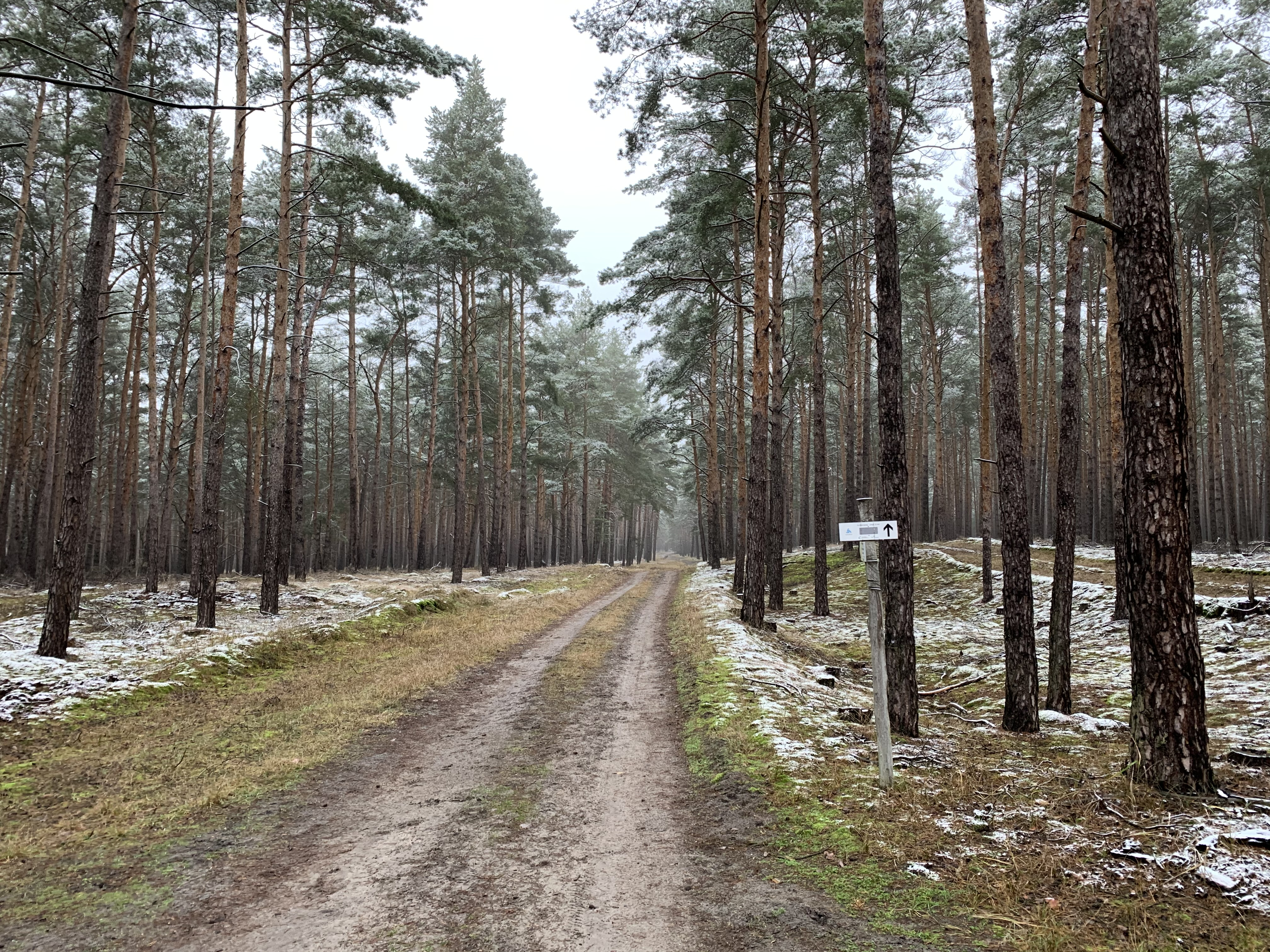
Fuchsbergweg

Der Fuchsbergweg ist ein rund 17,2 km langer Wanderweg und Teil des FlämingWalks. Er erschließt im Naturpark Nuthe-Nieplitz die beiden Beelitzer Ortsteile Wittbrietzen und Rieben sowie den Ortsteil Kemnitz der Gemeinde Nuthe-Urstromtal.

## Verlauf

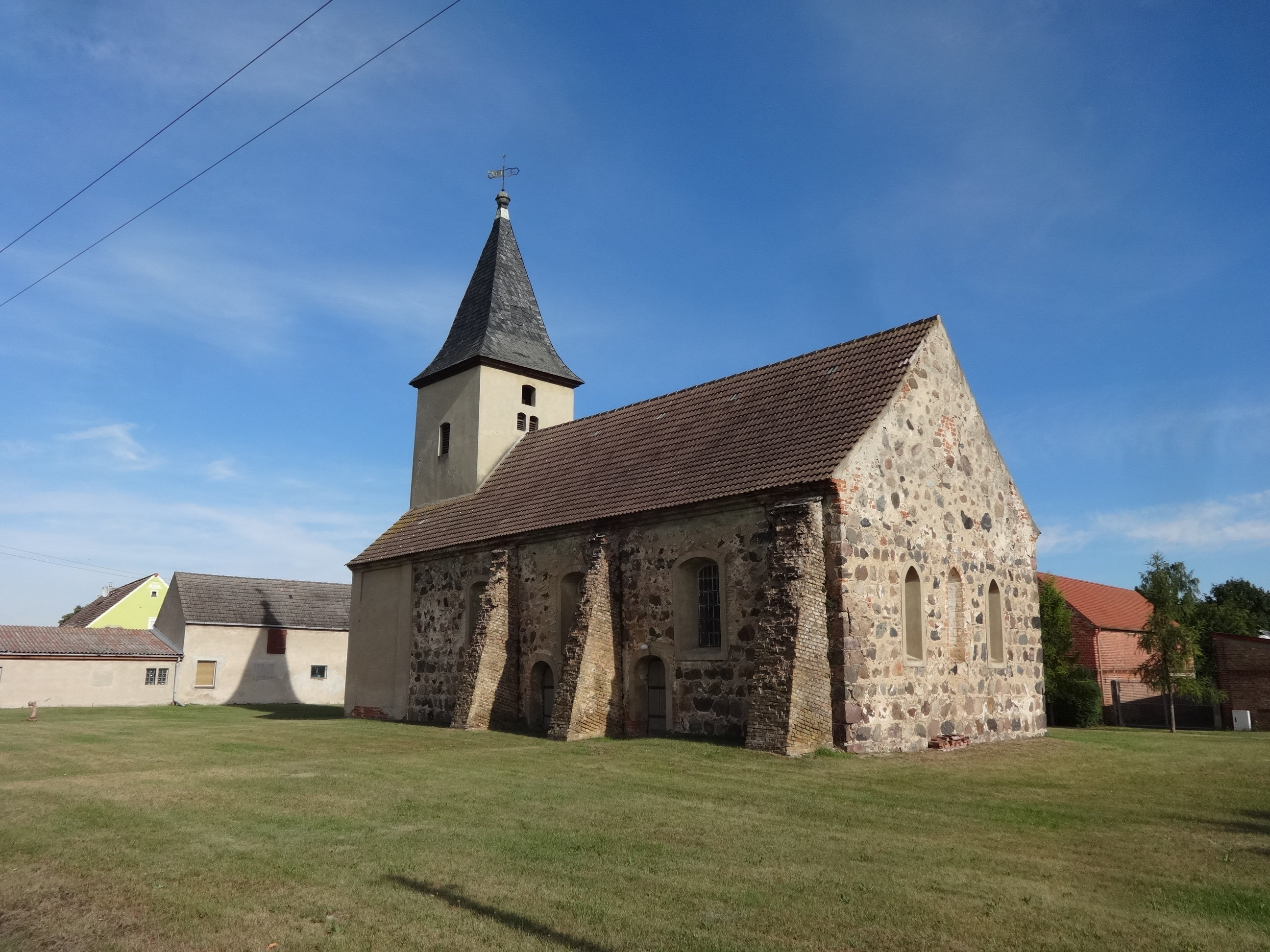
Startpunkt an der Dorfkirche Kemnitz

Zwar handelt es sich um einen Rundweg, im Kartenmaterial des FlämingWalks ist dennoch die Dorfkirche Kemnitz als Ausgangspunkt angegeben. Von dort aus führt der Weg zunächst wenige Meter in östlicher Richtung aus dem Ort hinaus und verläuft rund vier Kilometer entlang der Wittbrietzener Straße, die in nordnordöstlicher Richtung aus dem Dorf hinausführt. Entlang dieser Straße wird westlich der Ortsteil Lühsdorf der Stadt Treuenbrietzen passiert, östlich befindet sich das Waldgebiet Lühsdorfer Heide. Auf der Gemarkung von Wittbrietzen führt der Wanderweg westlich an den Upstallwiesen vorbei auf dem Kemnitzer Weg in den Ort. Dort verläuft er über die Neubauernstraße, den Dorfplatz und die Riebener Straße am Gebäude der Freiwilligen Feuerwehr wieder aus dem Ort. In vorzugsweise östlicher Richtung führt der Weg auf einer Strecke von rund 3,9 km in bewaldetes Gebiet hinein und erreicht in der Beelitzer Straße schließlich Rieben. Hier führt der Weg am Friedhof entlang wenige Meter in südlicher Richtung und anschließend über die Kemnitzer Straße in südwestlicher Richtung aus dem Ort wieder in den Naturpark hinein. Nach wenigen Kilometern wird westlich der namensgebende, 70,1 m hohe Fuchsberg passiert. Im weiteren Verlauf führt der Weg auf rund 6,4 km in südwestlicher Richtung durch das Waldgebiet Nasse Heide und erreicht schließlich wieder Kemnitz. Dieser Abschnitt ist auch ein Teil des 19,2 km langen Wittbrietzener Rundwegs, den Sieben-Seen-Wegs und den Weinbergwegs.

## Länge, Ausgestaltung und Beschilderung
Die Gemeinde Nuthe-Urstromtal gibt auf ihrer Webseite eine Gesamtlänge von 17,2 km an, während das Fläming Walk Zentrum von ca. 15 km spricht. Die Strecke führt zu rund 69 % durch Wald, rund 15 % durch Feld- und Wiesenlandschaft sowie auf rund 16 % über asphaltierte Oberflächen. Der Weg ist im Kartenwerk mit der Nummer 9 ausgezeichnet und mit einem grauen Balken auf weißem Grund markiert.